# Chiesa dei Santi Nicolò Vescovo e Giorgio Martire
La chiesa dei Santi Nicolò Vescovo e Giorgio Martire è la parrocchiale di Colloredo di Prato, frazione di Pasian di Prato, in provincia e arcidiocesi di Udine; fa parte del vicariato urbano di Udine.

## Storia
Le prime menzioni di una cappella a Colloredo risalgono al XIV secolo, più precisamente al 1359, 1362, 1377 e 1387.
Un documento del 1592 e uno del 1616 ricordano la commissione di alcune tele per adornare l'interno del luogo di culto.

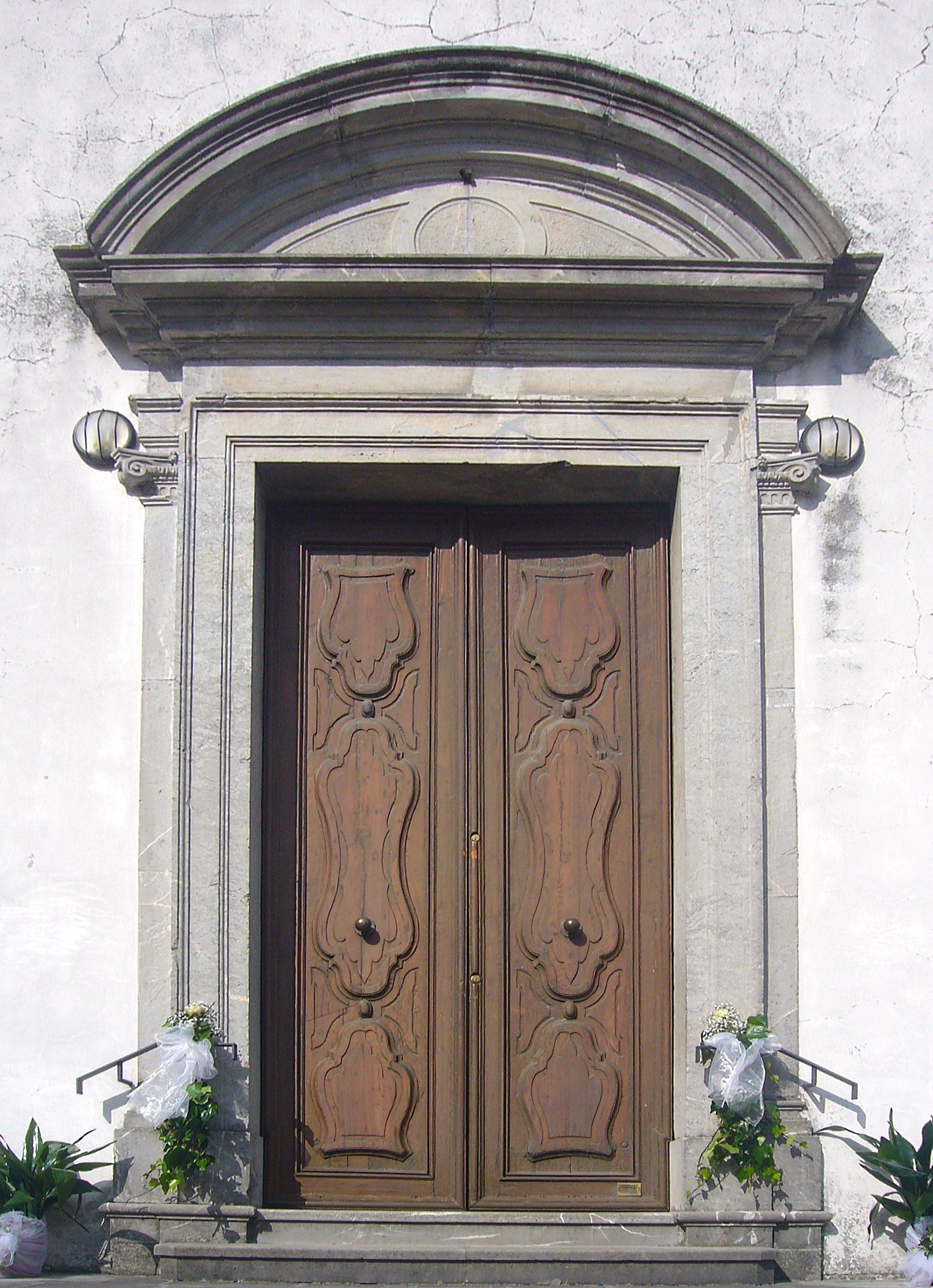
Il portale d'ingresso

Verso la metà del XVII secolo l'antica chiesa si rivelò insufficiente a soddisfare le esigenze dei fedeli e, così, il 17 dicembre 1653 don Giovanni Marangoni inviò al patriarca di Aquileia Marco Gradenigo la richiesta di poter rifare l'edificio in forme più ampie.
I lavori di ricostruzione iniziarono nel 1698, ma precedettero molto lentamente, anche a causa degli scarsi fondi; appena nel 1765 l'architetto Luca Andrioli dichiarò la chiesa completa in ogni sua parte, anche se già prima di tale data vi si officiava, mentre la consacrazione fu impartita nel 1781.
La gradinata di accesso alla parrocchiale venne realizzata nel 1891 e sei anni dopo si procedette alla posa del nuovo pavimento della chiesa; nel 1905 la sagrestia fu ampliata.
In ossequio alle norme postconciliari, la parrocchiale fu dotata negli anni settanta dell'ambone e dell'altare rivolto verso l'assemblea.

## Descrizione

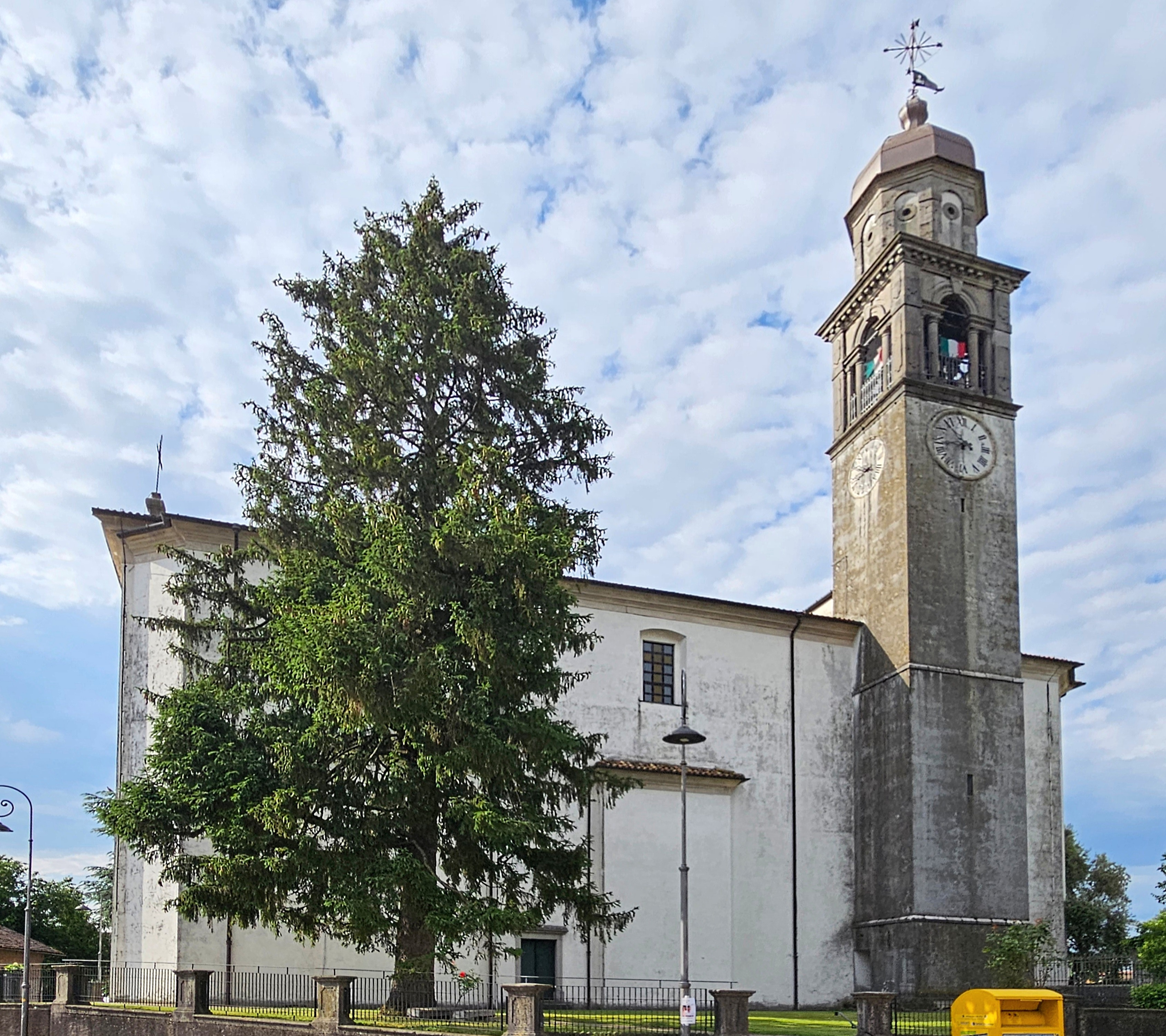
Il lato settentrionale della chiesa con il campanile

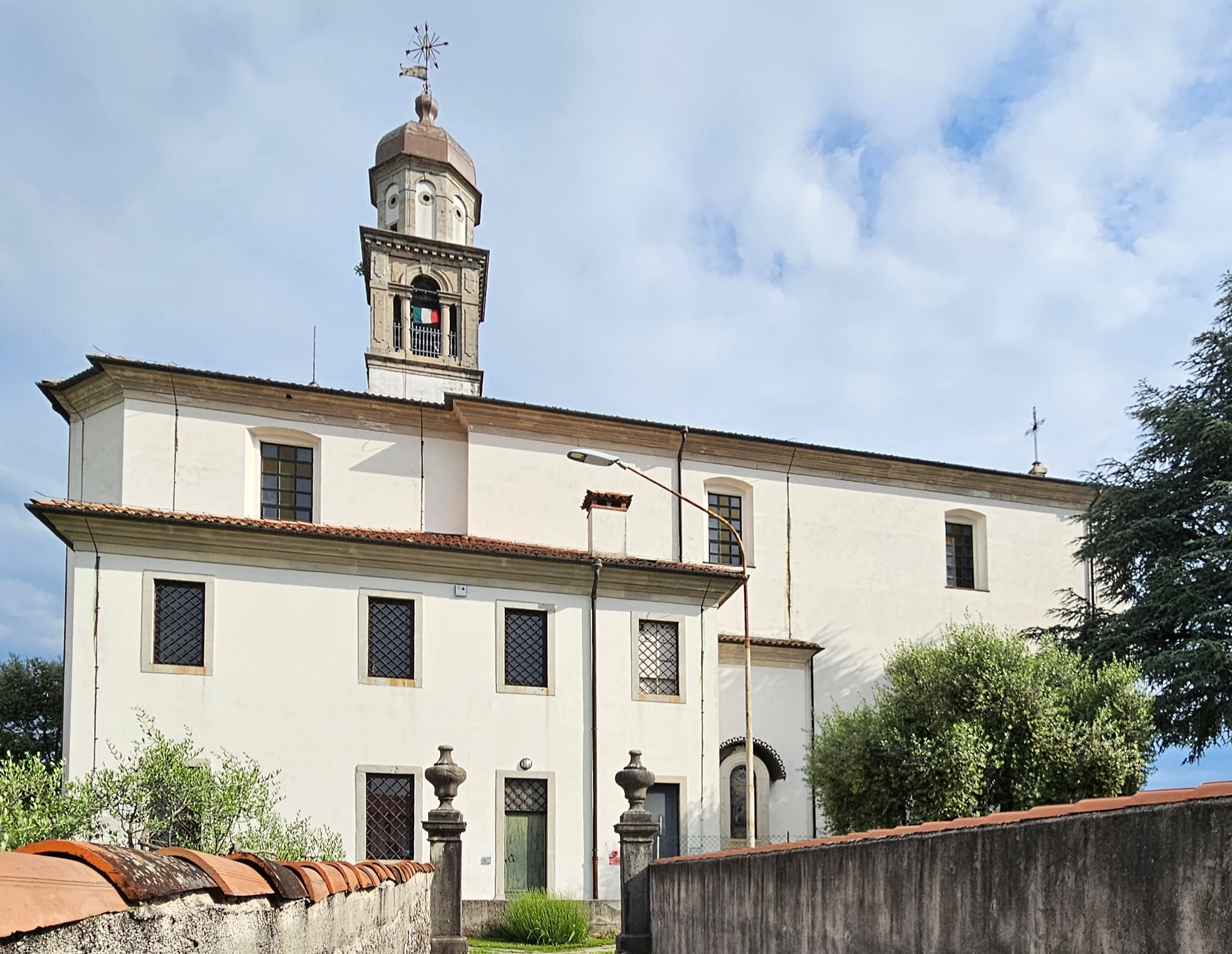
Il lato meridionale della chiesa

### Esterno
La facciata a capanna della chiesa, rivolta a oriente, presenta centralmente il portale d'ingresso, sormontato dal timpanetto semicircolare, e sopra una finestra murata ed è coronata dal frontone di forma triangolare.
Annesso alla parrocchiale è il campanile a base quadrata, la cui cella presenta su ogni lato una serliana ed è coronata dalla cupola poggiante sul tamburo ottagonale.

### Interno
L'interno dell'edificio si compone di un'unica navata, sulla quale si affacciano le cappellette laterali, ospitanti gli altari laterali e introdotte da archi a tutto sesto, e le cui pareti sono scandite da paraste sorreggenti la trabeazione modanata e aggettante sopra la quale si imposta la volta; al termine dell'aula si sviluppa il presbiterio, rialzato di due gradini e chiuso dall'abside.
Qui sono conservate diverse opere di pregio, tra le quali la pala ritraente i Santi Antonio Abate, Antonio da Padova e Floriano, di autore ignoto, i dipinti della volta del presbiterio raffiguranti San Giovanni Bosco con san Domenico Savio, l'Annunciazione, i Santi Cosma e Damiano e San Pio X e l'affresco dell'abside con soggetto la Crocefissione.